# Leif Öhrlund
Leif Öhrlund, född 14 april 1938, är en svensk före detta ishockeyspelare.
Leif Öhrlund spelade elva säsonger med Västerås IK i Sveriges dåvarande högsta ishockeyserie, Division 1, mellan åren 1957 och 1968. Han vann skytteligan säsongen 1963/1964.
Öhrlund spelade 304 matcher med VIK och svarade för 212 poäng. Han spelade tre matcher i Tre Kronor och fyra i B-landslaget.
Leif Öhrlunds kusin, Uno "Garvis" Öhrlund, spelade i Västerås IK och i landslaget.

## Källa
- Presentation och statistik för Leif Öhrlund som spelare  på Elite Prospects.